# Realisme tecnològic
El tecnorrealisme o realisme tecnològic és el terme utilitzat per referir-se al pensament crític que es té sobre el paper que prenen les tecnologies en l'evolució humana i la vida quotidiana. Aquest moviment busca entendre i analitzar la tecnologia des d'una perspectiva més congruent i aterrada als valors humans bàsics. És un intent d'expandir el terme mitjà entre l'utopisme tecnològic i el neoludisme després de l'avaluació de les repercussions socials i polítiques de les tecnologias, perquè totes persones tinguin més control sobre la forma de les seves futurs. L'enfocament tecnorealista involucra una examinació crítica contínua de la maneres en què les tecnologies poden ajudar o entorpir la gent en la lluita per millorar la qualitat de les seves vides, les seves comunitats i les seves estructures econòmiques, socials i polítiques.
Encara que el realisme tecnològic va començar amb un enfocament en els preocupacions nord-americanes sobre la informàtica, ha evolucionat en un moviment intel·lectual internacional amb una varietat d'interessos, incloent la biotecnologia i la nanotecnologia.
La visió general i la Declaració de Principis,presentat el 12 de març de 1998, va ser una col·laboració de dotze escriptors de tecnologia - David Bennahum, Brooke Shelby Biggs, Paulina Borsook, Marisa Bowe, Simson Garfinkel, Steven Johnson, Douglas Rushkoff, Andrew Shapiro, David Shenk, Steve Silberman, Mark Stahlman i Stefanie Syman - basades en un document conceptual de Shapiro, Shenk i Johnson. Dels dotze col·laboradors originals, es van unir més tard Howard Rheingold, Gary Chapman, Jon i Mitch Kapor Lebkowsky.
El 12 de març es va realitzar el debut que va incloure una invitació oberta a qualsevol persona interessada a aprovar la declaració del tecnorrealisme. La gent tènia la possibilitat de participar en una sèrie de discussions sobre l'enfocament del tecnorrealisme i com aquest pot contribuir a la comprensió de la tecnologia.
Pels tecnorrealistes, els visionaris ocupen un lloc important en la discussió de la tecnologia, però els seus somnis poden ser perillosos si s'interpreten com a referència per al futur. Les aspiracions del que la tecnologia podria ser han de ser contrarestats per consideracions més realistes del que realment són.

## Els vuit principis del tecnorealisme
1. Pels tecnorrealistes les tecnologies no són neutrals, sinó que poden estar, conscient o inconscientment, creades amb característiques que generin certs tipus de conductes polítiques, socials i econòmiques. Les tecnologies ens permeten tenir diferents punts de vista i maneres d'actuar sent capaces de reflectir els nostres valors i personalitat en interactuar amb altres persones.
2. La Internet és una eina que ens mostra tot un món de bondats, tals com a coneixement, facilitats i oportunitats, però també ens obre pas a la immoralitat, falsedat i maldat.
3. Si bé el Govern ha de respectar les lleis que regeixen a la xarxa, sense aplicar censures i regulacions excessives als usuaris, est té la llibertat i responsabilitat d'integrar al ciberespai en la societat.[4]
4. No s'ha de confondre l'ampli tràfic d'informació i la complexitat amb la qual aquesta s'adquireix, amb un coneixement fidedigne i eficient. És necessari mantenir inalterats el nostre nivell de coneixement, raonament i judici independentment dels avanços que aconsegueixi la tecnologia.
5. No és possible reemplaçar el mètode d'ensenyament convencional, per computadores, internet o educació a distància. Les tecnologies són complements que poden aconseguir millores a l'educació, però seria un error utilitzar-les com a substitutes d'aquesta.
6. La informació que circula en Internet ha de ser protegida amb la mateixa eficàcia dels mitjans de comunicació tradicionals, amb la finalitat que els autors mantinguin un control sobre les seves aportacions i que les persones facin un ús just de la informació.
7. Les ones transmissores d'informació són de domini públic i com a tal els usuaris haurien de beneficiar-se destinant una part d'aquestes freqüències d'emissió pública a educació, cultura i accés públic.
8. La informació ha esdevingut una força molt poderosa en la societat i l'afecta directament, per l'hagués de ser compresa per tot ciutadà com a principi bàsic. La ciutadania ha de fer-se participi de la creació d'eines que ens permeten comprendre i manejar la informació.

## Difusió
Primerament, el document va ser dirigit al públic general. Per arribar al públic, van enviar anuncis sobre el llançament del tecnorrealisme a periodistes dels principals mitjans de comunicació, periodistes tecnològics i grups de discussió.
També van dur a terme un fòrum públic gratuït patrocinat pel Centre Berkman per a Internet i Societat en la Facultat de Dret de Harvard.
La resposta del públic al tecnorrealisme ha estat molt positiva i encoratjadora, segons els impulsors d'aquesta idea, el lloc web va ser visitat desenes de milers de vegades dins de les primeres setmanes, i més d'un miler de persones ha afegit els seus noms a la llista dels signants. Partidaris van arribar de tot arreu del món i una àmplia varietat de periodistes, educadors, activistes, artistes, inversors, empleats, ministres, polítics i tècnics.

## Crítiques
Es té la idea que tecnorrealisme és una espècie de tecnocentrisme, això és aclarit pels mateixos impulsors dient que tecnorrealisme és un enfocament centralista quan es tracta de tenir en compte com les persones responen a la tecnologia (entre utopisme tecnològic i el tecnoludisme), i la forma de gestionar la relació de la tecnologia entre el mercat i l'Estat (entre llibertaris i intervencionistes). Però quan es tracta de si la tecnologia anima certes condicions socials, i si la tecnologia és d'una gran importància social, el tecnorrealisme està lluny de ser una posició centralista.
Els tecnorrealistes creuen que totes les eines tecnològiques tenen alguna relació amb certs potencials polítics i estan en desacord amb els quals pensen que la tecnologia és neutral, que solament depèn de com és utilitzada. Ells afirmen que hem de parar esment tant al disseny i desenvolupament com a l'ús, i que per tant les decisions de tecnologia han de ser analitzades de manera crítica i escèptica al debat públic, i, en alguns casos, ni tan sols haurien d'estar subjectes a un control democràtic.